# Beware! Children at Play
Beware! Children at Play è una horror del 1989 diretta da Mik Cribben e distribuita dalla Troma Entertainment.

## Trama
EN 
 IT 
Il film narra le vicende degli abitanti di un piccolo paese rurale i cui figli stanno a poco a poco scomparendo tutti a un ritmo allarmante e allo stesso tempo gli adulti, impegnati nelle ricerche, vengono uccisi secondo dinamiche rituali. Ben presto si intuisce che i bambini sono stati rapiti e introdotti in un gruppo di piccoli zombie cannibali che vive in un bosco. Una vera e propria setta la cui finalità principale è quella di massacrare gli adulti.

## Accoglienza e critica
La pellicola è uno dei titoli più controversi della Troma, soprattutto a causa del finale altamente macabro: una sequenza di 10 minuti in cui la gente del posto uccide brutalmente ad uno ad uno ogni bambino cannibale servendosi di armi da fuoco, forconi e altri svariati oggetti. Lloyd Kaufman, regista e attuale presidente della casa di produzione cinematografica, ricorda che quando fu trasmesso il trailer del film prima della proiezione di Tromeo and Juliet al Festival di Cannes, almeno metà degli spettatori uscì dal teatro in segno di protesta.